# Grand Quetigny (centre commercial)
Grand Quetigny est un centre commercial situé dans la zone commerciale de Quetigny,  appartenant à Dijon Métropole en Bourgogne-Franche-Comté. Inauguré le 3 septembre 1968, il est le troisième plus grand centre commercial de la région après ceux de la Toison d'Or et de Châteaufarine et devant Les Portes du Sud.
Depuis le 2 septembre 2012, le site est accessible par la ligne T1 du Tramway de Dijon. 
Le site est aussi accessible en bus par les lignes B16 et L7.

## Historique
Inauguré le 3 septembre 1968, il s'agit initialement du premier Hypermarché sous l'enseigne (Carrefour) à ouvrir en Bourgogne et le cinquième de France.
En 1980, une galerie marchande de 600 m² fait son apparition avec une dizaine de boutiques.
De 2002 à 2005, la galerie est rénovée et agrandie avec l'arrivée d'une quarantaines de boutiques ainsi qu'un nouveau parking.
En 2014, le centre commercial s'agrandit une nouvelle fois portant le centre commercial à 70 boutiques et une superficie totale de 47 300 m2.

## Caractéristiques
- Superficie totale : 47 300 m2
- Nombre de boutiques : 70 boutiques dont 1 grande surface (Carrefour), des moyennes surfaces, ainsi que des enseignes, des restaurants, bars et cafés.
- Parc de stationnement : 2 800 places de stationnement avec des places familles, des bornes de recharge électrique, un lavage auto et des stations de gonflage.